# Budapest Eagles 2015
Questa voce raccoglie le informazioni riguardanti i Budapest Eagles nelle competizioni ufficiali della stagione 2015.

## Divízió II 2015

### Stagione regolare
| 11 aprile 2015 2ª giornata | Budapest Eagles | 29 – 8 | Dabas Sparks |  |

| 25 aprile 2015 4ª giornata | Debrecen Gladiators | 24 – 7 | Budapest Eagles |  |

| 23 maggio 2015 7ª giornata | Budapest Eagles | 17 – 6 | Győr Sharks 2 |  |

| 13 giugno 2015 9ª giornata | Jászberény Wolverines | 0 – 61 | Budapest Eagles |  |

### Playoff
| 20 giugno 2015 Wild Card | Budapest Eagles | 27 – 14 | Jászberény Wolverines |  |

| 28 giugno 2015 Semifinale | Szekszárd Bad Bones | 26 – 6 | Budapest Eagles |  |

## Statistiche di squadra
| Competizione      | %Vittorie | In casa | In casa | In casa | In casa | In casa | In casa | In trasferta | In trasferta | In trasferta | In trasferta | In trasferta | In trasferta | Totale | Totale | Totale | Totale | Totale | Totale |
| Competizione      | %Vittorie | G       | V       | N       | P       | Pf      | Ps      | G            | V            | N            | P            | Pf           | Ps           | G      | V      | N      | P      | Pf     | Ps     |
| ----------------- | --------- | ------- | ------- | ------- | ------- | ------- | ------- | ------------ | ------------ | ------------ | ------------ | ------------ | ------------ | ------ | ------ | ------ | ------ | ------ | ------ |
| Stagione regolare | .750      | 2       | 2       | 0       | 0       | 46      | 14      | 2            | 1            | 0            | 1            | 68           | 24           | 4      | 3      | 0      | 1      | 114    | 38     |
| Playoff           | .500      | 1       | 1       | 0       | 0       | 27      | 14      | 1            | 0            | 0            | 1            | 6            | 26           | 2      | 1      | 0      | 1      | 33     | 40     |
| Totale            | .667      | 3       | 3       | 0       | 0       | 73      | 28      | 3            | 1            | 0            | 2            | 74           | 50           | 6      | 4      | 0      | 2      | 147    | 78     |